# 糸貫川

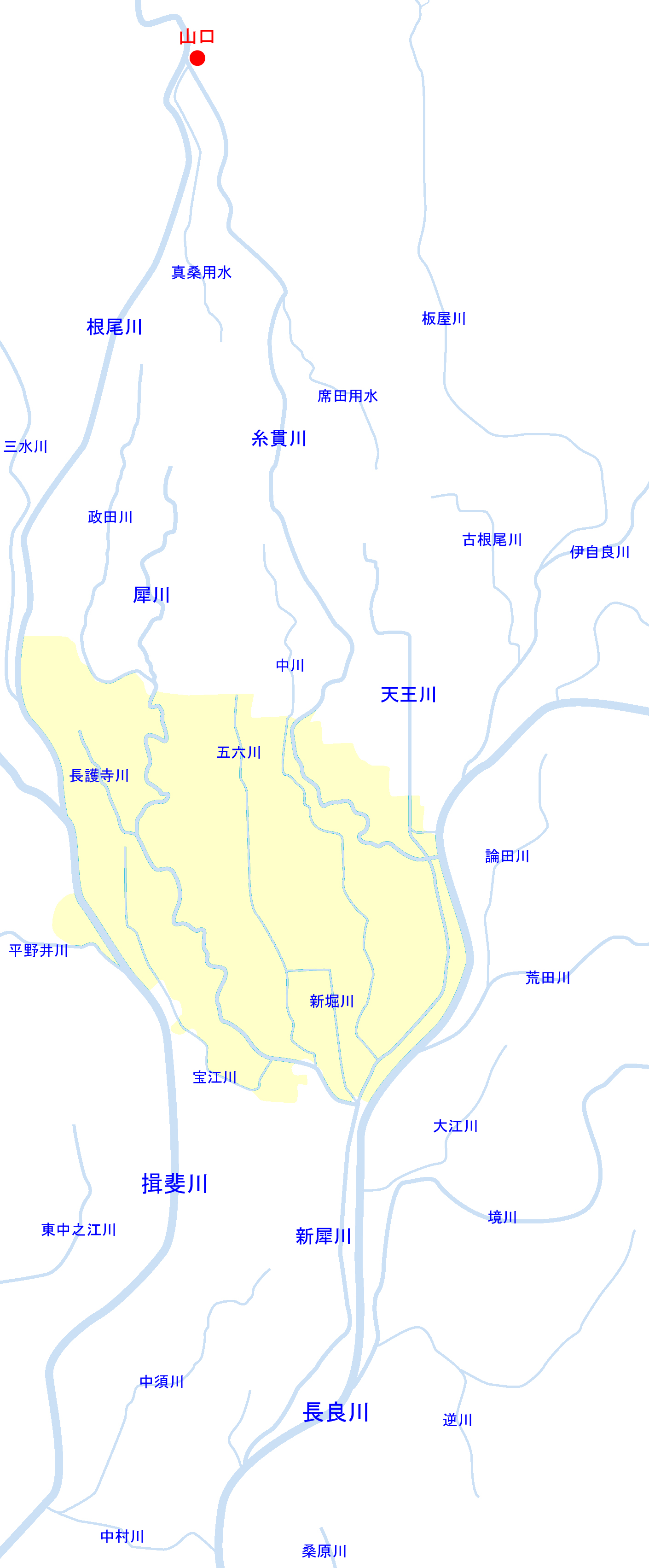
現在の瑞穂市（着色部）周辺河川の位置関係図

糸貫川（いとぬきがわ）は、木曽川水系の一級河川。岐阜県本巣市・本巣郡北方町・瑞穂市を流れる。長良川・揖斐川を経て伊勢湾に至る木曽川の3次支川。

## 地理

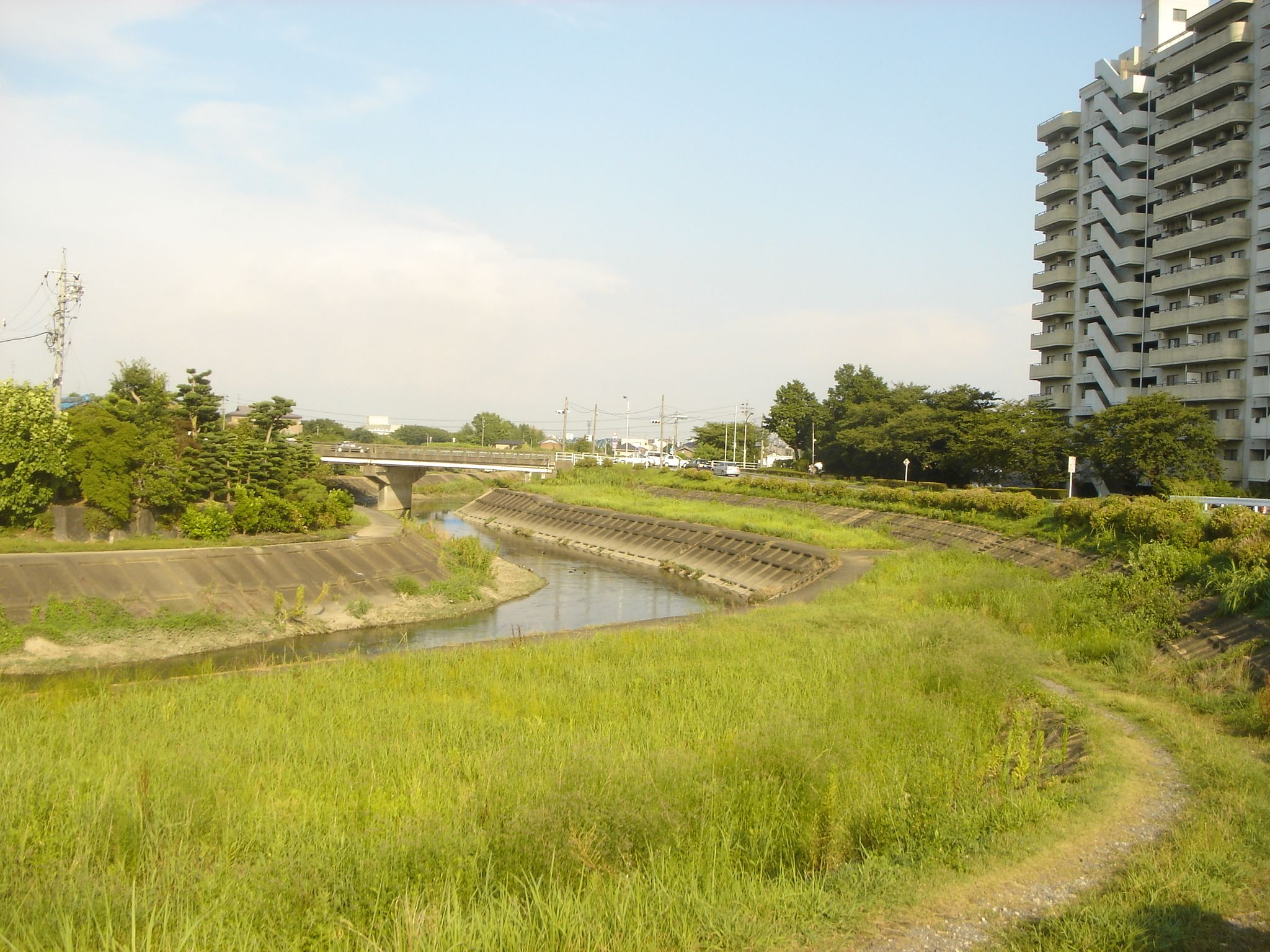
瑞穂市を流れる糸貫川

岐阜県本巣市山口の山口頭首工で根尾川から取水した席田用水を水源とし、糸貫川東側の地域に水を供給しながら瑞穂市生津付近で長良川に合流する。岐阜県の河川調書では糸貫川の始点は山口頭首工付近の住所が記載されているが、本巣市は山口より下流の本巣市曽井中島付近を「席田用水沿いのゲンジボタル観賞ポイント」と紹介するなど、席田用水と糸貫川の境目は判然としない。

## 歴史
本巣市山口以下に広がる扇状地上で根尾川は幾度となく河道を変えるが、平安時代ごろの糸貫川は根尾川本流の大河川であった。現在の本巣郡北方町北部を東山道が通っていたため都でも広く知られる存在であり、
席田の伊津貫川に住む鶴の千歳を予ねてぞ遊びあへる—『催馬楽』
河は飛鳥川……いつぬき川，沢田川などは催馬楽などの思はするなるべし—『枕草子』
など「伊津貫川」「いつぬき川」の名前で史料にも残っている。
1530年（享禄3年）の大洪水で根尾川の現河道（藪川）が生じると、根尾川本流は藪川へと移り糸貫川の水量は減少していく。明治や大正になると扇状地中央部で水無川の状態を呈したため、大正から昭和にかけての木曽川上流改修工事で廃川が決定される。1944年（昭和19年）に根尾川からの分派口が締め切られ、一時休工をやむなくされたものの1948年（昭和23年）に長良川との合流点も締め切られ、1950年（昭和25年）に樋門の建造も完了した。
廃川後の糸貫川は地域の用排水路としての需要から、川幅の狭い現在の糸貫川へと生まれ変わる。旧河川敷は学校など公共施設に利用されたほか商業施設や工場が誘致され、また下流域の北方町付近では岐阜市や大垣市に近いベッドタウンとして積極的に宅地化が進んだ。

## 主な橋
- 苗代田橋・糸貫橋（岐阜県道23号北方多度線）
- 糸貫大橋（岐阜県道92号岐阜巣南大野線）
- 北方橋（岐阜県道53号岐阜関ケ原線）
- 新八ッ又橋（国道303号）